# 남방리드벅
남방리드벅 또는 리드벅(Redunca arundinum)은 소과 영양아과에 속하는 아프리카 남부 지역에서 주로 발견되는 주행성 영양의 일종이다. 네덜란드 의사 겸 박물학자인 보다르트(Pieter Boddaert)가 1785년 처음 기술했으며, 소과 리드벅속으로 분류한다. 평균 몸무게는 58kg이며, 몸길이는 134~167cm 정도이다. 천적은 사자, 치타, 표범, 점박이하이에나, 아프리카들개, 나일악어, 아프리카비단뱀이다.